# Deux-Nèthes
Pour les articles homonymes, voir Nèthe (homonymie).
1795–1814
Entités précédentes :
- Pays-Bas autrichiens :
- (Duché de Brabant)
- Royaume de Hollande :
- (Département de Brabant)

Entités suivantes :
- Royaume des Pays-Bas :
- (Province de Brabant-Septentrional)
- (Province d'Anvers)

Les Deux-Nèthes est le nom d'un ancien département français fondé en 1795 par la Première République après la Révolution française et l'annexion des Pays-Bas autrichiens, au même titre que les huit autres départements réunis. Il disparait après la fin du Premier Empire et la création du royaume uni des Pays-Bas, duquel il devient une province, en 1815.
Son chef-lieu est Anvers, et les sous-préfectures Malines, Turnhout et, temporairement, Bréda.
Il se voit attribuer le numéro 93 dans la liste des 130 départements français de 1811.

## Toponymie
Le nom vient de la Nèthe, rivière de Belgique ayant deux affluents : la Grande Nèthe et la Petite Nèthe.

## Histoire

### Création
Après la victoire des troupes révolutionnaires de la Première République française sur les troupes coalisées, notamment du Saint-Empire romain germanique (à qui appartenaient ces territoires), lors de la bataille de Fleurus le 26 juin 1794, les Français occupent les Pays-Bas autrichiens et la principauté de Liège. Ces territoires sont officiellement annexés et rattachés à la jeune République lors de la convention nationale le 9 vendémiaire de l'an IV, soit le 1er octobre 1795. Ils sont alors réorganisés en neuf départements appelés les départements réunis, dont fait partie celui des Deux-Nèthes. Il est issu du partage en deux de la partie méridionale de l'ancien duché de Brabant : la première partie, au sud, devenant le département de la Dyle avec pour chef-lieu Bruxelles et la deuxième partie, au nord, devenant celui des Deux-Nèthes.
Initialement composé de trois arrondissements (Anvers, Turnhout et Malines), il lui est adjoint le 15 mai 1810 l'arrondissement de Bréda pris au royaume de Hollande. Cet arrondissement est réattribué au département des Bouches-du-Rhin le 1er janvier 1811, mais le décret ne semble pas avoir été appliqué.
Charles Cochon de Lapparent, ancien ministre, en est le préfet à partir de 1805.
L'arrondissement de Bréda est néanmoins rattaché à la province de Brabant-Septentrional. Au recensement de 1812, celui-ci compte 87 530 habitants. Par décret du 15 décembre 1813 du prince souverain Guillaume Ier, le district de Bréda est détaché du département des Deux-Nèthes et ajouté au département des Bouches-du-Rhin. 

### Évolution historique

Après la fin du Premier Empire, le département fut rattaché au nouvel état du royaume uni des Pays-Bas sous le nom de province d'Anvers, qui donna ensuite son nom à la province belge d'Anvers.

Après sa défaite lors de la Campagne de France, Napoléon Ier est contraint d'abdiquer une première fois en avril 1814. Les territoires du Premier Empire sont alors dissouts et les frontières de la France sont fixées par le traité de Paris, signé le 30 mai 1814. Ce traité devait servir de base à la réorganisation future de l'Europe post-napoléonienne, mais Napoléon revient lors de l'épisode des Cent-Jours, puis est définitivement battu lors de la bataille de Waterloo le 18 juin 1815. Le Premier Empire est alors définitivement démembré et un nouvel État est créé par le congrès de Vienne la même année : le royaume uni des Pays-Bas. Le département des Deux-Nèthes devient alors la province néerlandaise d'Anvers en vertu de la constitution néerlandaise du 24 août 1815.
En juillet 1830 éclate la révolution belge qui provoque l'indépendance de la Belgique le 4 octobre 1830. La province devient alors la province belge d'Anvers, l'une des neuf provinces du nouveau royaume. L'ancien arrondissement de Bréda, quant à lui, est inclus dans la province du Brabant-Septentrional, dans les Pays-Bas actuels.

## Découpage administratif
Au 14 février 1802 (25 pluviôse an X), le département est divisé en trois arrondissements :
- Anvers
  - Cantons de : Anvers-Nord, Anvers-Est, Anvers-Sud, Anvers-Ouest, Berchem, Boom, Brecht, Ekeren, Santhoven.
- Turnhout
  - Cantons de : Arendonk, Hoogstraten, Herentals, Moll, Turnhout, Westerlo.
- Malines
  - Cantons de : Duffel, Heyst-op-den-Berg, Lierre, Malines-Nord, Malines-Sud, Puers.

L'arrêté du 23 germinal an X (13 avril 1802) transfère la commune de Berchem dans le canton d'Anvers-Sud et le canton de Berchem devient le canton de Vilryck. Par celui du 3 brumaire an XI (25 octobre 1802), le canton de Boom devient le canton de Contigh.

## Souvenir parisien
Paris en garde encore aujourd'hui une trace à travers une impasse et un square du 18e arrondissement de Paris : l'impasse des Deux-Néthes, dénommée ainsi par arrêté du 1er février 1877, et le square des Deux-Nèthes attenant.

## Liste des préfets

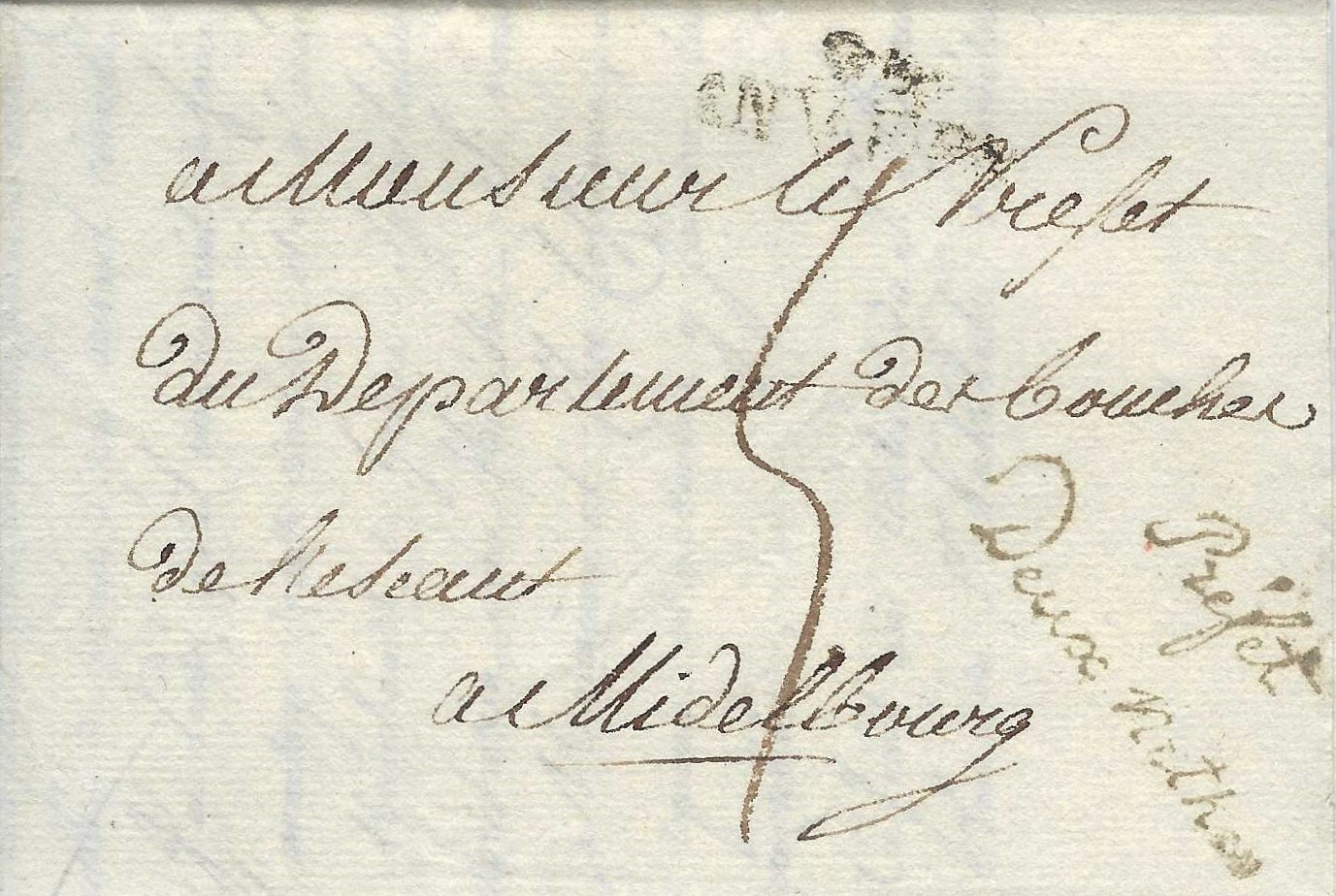
Lettre du 14 juillet 1810 portant le cachet de franchise du préfet du département des Deux-Nèthes D'Argenson

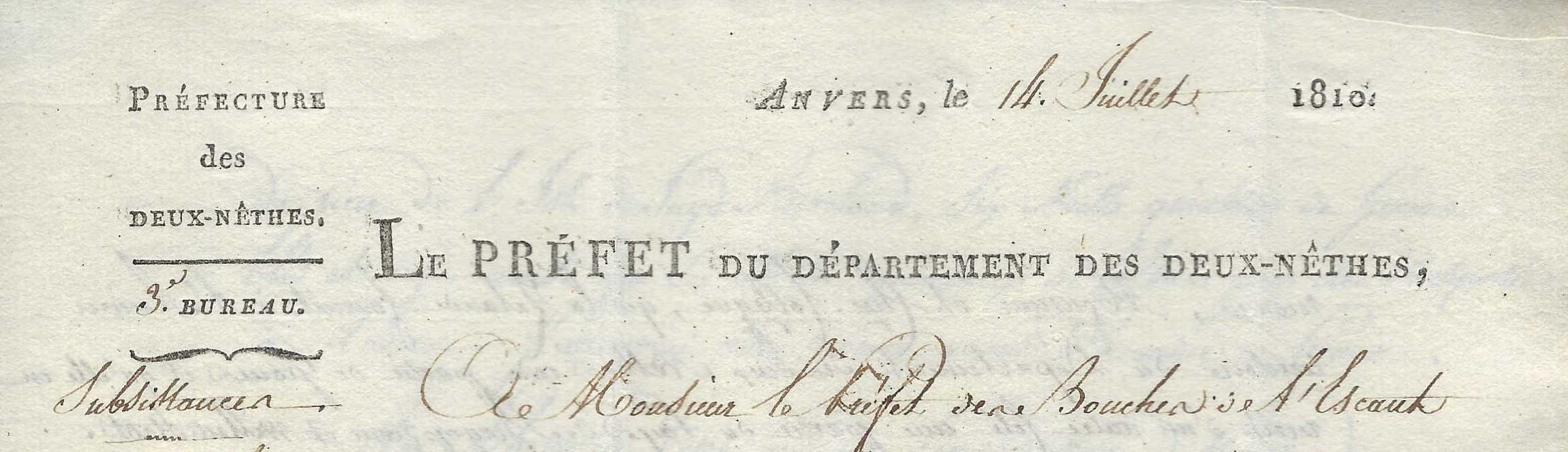
en-tête de lettre du 14 juillet 1810 du préfet du département des Deux-Nèthes D'Argenson

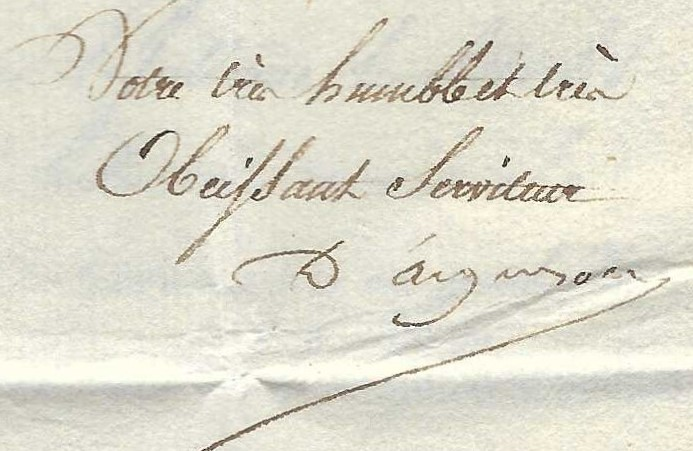
signature préfet d'Argenson

| Période         | Période | Identité                                | Fonction précédente | Observation |
| --------------- | ------- | --------------------------------------- | --- | --- |
| 2 mars 1800     | 1805    | Charles Joseph Fortuné d'Herbouville    | Maréchal de camp (1789) | Préfet du Rhône (1805), pair de France (18 août 1815)                                                                                                |
| 29 juillet 1805 | 1809    | Charles Cochon de Lapparent             | Député du tiers état de la sénéchaussée de Poitiers aux États généraux de 1789 Député des Deux-Sèvres à la Convention nationale (1792) Membre du Comité de salut public (1794-1795) Membre du Conseil des Anciens (1796) Ministre de la Police générale (1796-1797) 1er préfet de la Vienne (1800-1805) | Membre du Sénat conservateur (1809), commissaire impérial de la 20e division militaire (Périgueux, 1813), préfet de la Seine-Inférieure (Cent-Jours) |
| 1809            | 1813    | Marc-René de Voyer de Paulmy d'Argenson | Président du collège électoral de la Vienne (1803) | Représentant à la Chambre des Cent-Jours. De 1810 à 1812, il avait un préfet adjoint aux affaires maritimes à Anvers : Pierre-Clément de Laussat     |
| 12 mars 1813    | 1814    | Jacques-Fortunat Savoye-Rollin .        | Préfet de l'Eure Préfet de la Seine-Inférieure | Préfet de la Côte-d'Or (Cent-Jours), député de l'Isère (Restauration)                                                                                |